# Toby Robins
Toby Robins (13 de marzo de 1931-21 de marzo de 1986) fue una actriz teatral, cinematográfica y televisiva canadiense.

## Biografía
Nacida en Toronto, Ontario (Canadá), Robins protagonizó centenares de producciones radiofónicas y teatrales en Canadá desde finales de los años 1940 hasta los 1960, trabajando junto a intérpretes como Jane Mallett, Barry Morse, John Drainie, Ruth Springford, y James Doohan, entre otros. En Toronto actuó en teatro de repertorio acompañando a Lorne Greene, Mavor Moore y Don Harron. En el Crest Theatre hizo primeros papeles en La gata sobre el tejado de zinc, Dream Girl y otras piezas.
A partir de mediados de la década de 1950 también hizo diferentes papeles cinematográficos y televisivos, presentando la primera serie de la Canadian Broadcasting Corporation, The Big Revue, en 1952. Robins llegó a ser una conocida figura televisiva al formar parte del reparto original de la serie de CBC Front Page Challenge en 1957, permaneciendo en el programa hasta el año 1961. Originalmente presentado por Alex Barris y después por Fred Davis, Front Page Challenge utilizaba un formato similar al del show estadounidense What's My Line?. Aunque Robins fue al principio criticada por hacer preguntas muy simples, ella se afianzó en su puesto y compitió con periodistas más experimentados como Gordon Sinclair y Pierre Berton. Ella dejó la serie en 1961 por diferencias salariales, siendo reemplazada por la futura senadora Betty Kennedy (que permaneció en el show hasta su final en los años 1990). Aun así, Robins volvió ocasionalmente al programa como panelista invitada.
En 1964 Robins se fue a vivir a Londres, Inglaterra, donde actuó en diferentes producciones cinematográficas y televisivas, entre ellas Space: 1999 (en el episodio doble "The Bringers of Wonder". En el año 1981 fue la madre de Melina Havelock en el film de James Bond For Your Eyes Only. También actuó en un episodio de la serie Minder titulado The Willesden Suite, emitido en febrero de 1984. En Londres participó en obras teatrales como The Relapse, The Latent Heterosexual, Flip Side, y The Aspern Papers.
Toby Robins falleció a causa de un cáncer de mama en Londres en 1986, una semana después de cumplir los 55 años de edad. En 1991 su familia fundó el Breakthrough Toby Robins Breast Cancer Centre en Londres, el cual fue inaugurado en 1999 por el Príncipe de Gales, con el propósito de producir un programa coordinado de investigación contra el cáncer de mama. Es el primer centro dedicado al cáncer de mama en el Reino Unido, con una relación directa con uno de los más renombrados centros oncológicos del mundo, el Hospital Royal Marsden Hospital. 

## Selección de su filmografía
- 1950 : Parking on This Side
- 1952 : The Big Revue
- 1965 : Game for Three Losers
- 1967 : The Naked Runner
- 1971 : Friends
- 1972 : The Protectors (serie TV)
- 1974 : Paul and Michelle
- 1976 : Spy Story
- 1979 : Licensed to Love and Kill
- 1981 : For Your Eyes Only
- 1983 : Princess Daisy (miniserie)
- 1984 : Scandalous